# Future
Нейведіус Деман Вілберн (англ. Nayvadius DeMun Wilburn; нар. 20 листопада 1983), знаніший під псевдонімом Ф'ючер (англ. Future) — американський хіп-хоп-артист з району Кірквуд, що в Атланті, штат Джорджія. Випустивши серію помірно успішних мікстейпів між 2010 і 2011 роками, Ф'ючер підписав мейджор-лейбл-контракт з Epic Records і A1 Recordings американського репера — колеги Роко, який допоміг запустити власний імпринт-лейбл Ф'ючер, Freebandz. Згодом Ф'ючер розпочав роботу над своїм дебютним альбомом Pluto, а потім випустив його у квітні 2012-го, здобувши позитивні відгуки. На підтримку альбому вийшло 5 синглів — і всі з них потрапили в чарт U.S. Billboard Hot 100. Пізніше, в листопаді, альбом перевидали під назвою Pluto 3D. Другий його альбом, Honest, вийшов у квітні 2014 року. DS2, третій альбом репера,  без попередження вийшов у липні 2015 року та досяг першого рядка в Billboard 200. 2017 року він випустив два студійні альбоми: FUTURE і HNDRXX, а також випустив згодом популярний трек «Mask Off», інструментал до якого написав Метро Бумін.

## Біографія

### 1983—2010: Дитинство, юність та початок кар'єри
Ф'ючер народився в Атланті, штат Джорджія. Його псевдонім походить від того, що члени музичного колективу The Dungeon Family звали його «The Future» (укр. «Майбутнє»). Його двоюрідний брат, продюсер Ріко Вейд з Dungeon Family, запропонував йому відточити свої навички письма і продовжити кар'єру репера. Він вступив до Колумбійської вищої школи. Ф'ючер вихваляє музичний вплив і навчання Вейда, називаючи його «натхненником», що стоїть за його звуком. Незабаром він пішов під крило Роко, який підписав його на свій лейбл A1 Recordings. Відтоді його трудова етика привела його до успіху. У період з 2010 до початку 2011 року Ф'ючер випустив серію мікстейпів, що містять 1000, Dirty Sprite і True Story. Останній з них містить сингл «Tony Montana», що відсилає до художнього фільму «Обличчя зі шрамом». Впродовж цього часу Ф'ючер також працював в партнерстві з Гуччі Мейном над спільним альбомом Free Bricks і написав сингл YC «Racks».

### 2011—2012: Epic Records і Pluto
Ф'ючер підписав мейджор-лейбл-контракт з Epic Records у вересні 2011 року, за кілька днів до релізу свого наступного мікстейпа, Streetz Calling. Журнал XXL описав мікстейп як такий, що ранжується від «простих і тверезо виконаних хвастощів» до «футуристичних джемів з розпиванням і вживанням» і «історій про важку роботу». У рецензії Pitchfork відзначили, що на мікстейпі Ф'ючер наближається «так близько, як ніхто інший, до вдосконалення цієї нитки мелодійного попа, де спів і виконання репу — практично одне ціле і стовідсоткове використання автотюна не означає, що ти як і раніше не можеш говорити про те, як раніше ти продавав наркотики. Він майже здався застарілим, якби Ф'ючер не підназбирав хітів або якби він не привніс кілька нових невловних аспектів в мікрожанр».
Хоча Ф'ючер і говорив MTV, що Streetz Calling мав бути останнім мікстейпом, що передує релізу його дебютного студійного альбому, в січні 2012 року вийшов ще один мікстейп, Astronaut Status. У грудні 2011-го Ф'ючер з'явився на обкладинці 77-го випуску журналу The Fader. Перед тим, як його альбом вийшов в квітні 2012-го, Трой Метьюс з XXL написав, що «Поки Astronaut Status чи то успішний, чи то ні, і котрий ніколи не досягне вершин, як „Racks“, „Tony Montana“ і „Magic“, які фанати і очікували від Ф'ючера, очевидно, що він готовий продовжити обговорення 2011-го галасом і в 2012-му.»  На початку 2012 року Ф'ючера обрано до щорічного списку XXL Freshmen.
Його дебютний альбом Pluto, що спочатку планувався на січень, зрештою вийшов 17 квітня. Він містив ремікси пісень «Tony Montana» за участю Дрейка, і «Magic» за участю T.I .. Зі слів Ф'ючера, ""Magic"був першим записом T.I., на який він застрибнув, вийшовши з в'язниці. Типу він вийшов з в'язниці і відразу в той же день вирушив прямо на запис «Magic», навіть не повідомивши мене про це." Трек став першим синглом Ф'ючера, який увійшов до чарту Billboard Hot 100. Інші коллаборатори на альбомі — Trae tha Truth, R. Kelly і Snoop Dogg. 8 жовтня 2012 року Pusha T випустив «Pain» за участі Future, перший сингл з його тоді ще не готового до виходу дебютного альбому.
Було анонсовано, що Ф'ючер перевидасть свій дебютний альбом Pluto 27 листопада 2012 року під назвою Pluto 3D, в який включили 3 нові пісні і 2 реміксовані — включаючи як ремікс на «Same Damn Time» за участю Diddy і Ludacris, так і його новий на той момент стріт-сингл Neva End (Remix) за участі Келлі Роуленд. 2012 року Ф'ючер написав, спродюсував і як гість взяв участь на «Loveeeeeee Song» з сьомого студійного альбому барбадоської співачки Ріанни Unapologetic.

### 2013— сьогодення: Honest і DS2
15 січня 2013 року Ф'ючер випустив мікстейп-компіляцію F.B.G .: The Movie, в якому як гості взяли участь артисти, підписані на лейбл Freeband: Young Scooter, Slice9, Casino, Mexico Rann і Maceo. Він був сертифікований платиновим за завантаження понад 250 000 копій на популярному сайті мікстейпів DatPiff. Ф'ючер говорив про свій другий студійний альбом Future Hendrix, що той буде незалежнішим у музичному плані, на відміну від його дебютного альбому, і включатиме R & B-музику разом з його звичними «стріт-бенгерами». Альбом повинен був вийти 2013 року. У списку гостьових учасників були заявлені Каньє Уест, Ріанна, Сіара, Дрейк, Келлі Роуленд, Jeremih, Diplo, André 3000, а також багато інших.
Прем'єра лід-синглу альбому, «Karate Chop» за участю Casino, відбулася 25 січня 2013 року, а на урбан-радіо пісню надіслали 29 січня 2013 року. Продюсером треку був Metro Boomin. Офіційний ремікс, в який включили Ліла Вейна, надіслали на радіо і випустили на iTunes 19 лютого 2013 року. 7 серпня 2013 року Ф'ючер змінив назву свого другого альбому з Future Hendrix на Honest і анонсував, що його реліз повинен відбутися 26 листопада 2013 року. Згодом з'ясувалося, що альбом переноситься на 22 квітня 2014 року, також було сказано, що у Ф'ючера заплановано концертні виступи з Дрейком, в турі останнього Would You Like A Tour?
16 липня 2015 Ф'ючер випустив свій третій студійний альбом DS2 (Dirty Sprite 2). 20 вересня Ф'ючер випустив спільний мікстейп з канадським репером Дрейком, What a Time to Be Alive. Ф'ючер також став автором композиції «Last Breath», яку написав у співпраці з Metro Boomin і Людвігом Йоранссоном для сьомого фільму франшизи «Роккі».

## Артистизм
Ф'ючер використовує в своїх піснях автотюн. Репер Ті-Пейн, що також використовує аудіопроцесор, розкритикував Ф'ючера, ствердивши, що репер не знає, як правильно ним користуватися. Після цієї заяви Ф'ючер сказав в інтерв'ю: «Коли я вперше скористався автотюном, я не використовував його, щоб співати. Я не скористався ним так, як це робив Ті-Пейн. Я використовував його для того, щоб читати реп, тому що він робить звучання мого голосу більш грубим. Тепер кожен хоче читати реп з автотюном. Ф'ючер — не кожен.»

## Особисте життя
У Ф'ючера четверо дітей від чотирьох різних жінок: Джесіки Сміт, Бріттні Милі, Індії Джей і співачки Сіари. Ф'ючер і Сіара побралися в жовтні 2013 року, але в серпні 2014 року Сіара розірвала заручини.

## Дискографія

### Студійні альбоми
- Pluto (2012)
- Honest (2014)
- DS2 (2015)
- Evol (2016)
- Future (2017)
- Hndrxx (2017)
- Future Hndrxx Presents: The WIZRD (2019)
- SAVE ME (2019)
- High Off Life (2020)
- Pluto x Baby Pluto (2020)
- I Never Liked You (2022)

### Мікстейпи
- 1000 (2010)
- Dirty Sprite (2011)
- True Story (2011)
- Free Bricks (з Gucci Mane) (2011)
- Streetz Calling (2011)
- Astronaut Status (2012)
- F.B.G.: The Movie (з Freeband Gang) (2013)
- Black Woodstock (з Freeband Gang) (2013)
- Monster (з Metro Boomin і DJ Esco) (2014)
- Beast Mode (з Zaytoven) (2015)
- 56 Nights (з DJ Esco і 808 Mafia) (2015)
- What a Time to Be Alive (з Drake) (2015)
- Purple Reign (з DJ Esco і Metro Boomin) (2016)
- Project E.T. (Esco Terrestrial) (з DJ Esco) (2016)
- Super Slimey (з Young Thug) (2017)
- Beast Mode 2 (з Zaytoven) (2018)
- Wrld on Drugs (з Juice WRLD) (2018)
- Pluto x Baby Pluto (з Lil Uzi Vert) (2020)

### Мініальбоми
- Freebricks 2: Zone 6 Edition (з Gucci Mane) (2016)

## Цікаві факти
У 2022 році Future випустив кліп на спільний трек з канадським репером Drake Wait For U. У відео є кадри паляниці та тризуба.